# Ain Leuh
Ain Leuh (en àrab عين اللوح, ʿAyn al-Lūḥ; en amazic ⵄⵉⵏ ⵍⵍⵓⵃ) és una comuna rural de la província d'Ifrane, a la regió de Fes-Meknès, al Marroc. Segons el cens de 2014 tenia una població total de 9.669 persones.